# خوسيه دي مورا
خوسيه دي مورا (بالإسبانية: José de Mora)‏ هو نحات إسباني، ولد في 1 مارس 1642 في بسطة في إسبانيا، وتوفي في 25 أكتوبر 1724 في غرناطة في إسبانيا.

## وصلات خارجية
- خوسيه دي مورا على موقع الموسوعة البريطانية (الإنجليزية)